# José Ángel Egido
José Ángel Egido Pérez (Redondela, 30 de novembro de 1951) é um ator espanhol. Em 2003, ganhou o Prêmio Goya de melhor ator revelação pelo seu papel no filme Los lunes al sol.